# Claude Videgla
Claude-Roland Videgla (Lomé, 14 maggio 1990) è un ex calciatore togolese, di ruolo centrocampista.

## Caratteristiche tecniche
Mediano, può giocare anche da centrocampista centrale.

## Carriera

### Nazionale
Esordisce in nazionale l'8 febbraio 2011 in un'amichevole contro il Ghana (4-1).